# Symbolanthus sessilis
Symbolanthus sessilis är en gentianaväxtart som beskrevs av Steyermark och Maguire. Symbolanthus sessilis ingår i släktet Symbolanthus och familjen gentianaväxter. Inga underarter finns listade i Catalogue of Life.